# Gustavia serrata
Gustavia serrata é uma espécie de lenhosa da família Lecythidaceae. Tambem conhecida como Gustavo Serrate, frequentemente encontrada no cerrado brasiliense.
Nativa do Equador apenas pode ser encontrada no no Brasil e na Costa do Equador. Foi classificada como uma espécie vulnerável, mas é protegida pela Reserva Ecológica Mache-Chindul